# アルバン・ラフォン
アルバン・ラフォン（Alban Lafont, 1999年1月23日 - ）は、ブルキナファソ・ワガドゥグー出身のサッカー選手。FCナント所属。ポジションはGK。

## 経歴
フランス人の父親とブルキナファソ人の母親のもと、ワガドゥグーで生まれ、9歳の時フランスのエロー県に移住した。
2014年にトゥールーズFCのアカデミーに入団し、2015年11月28日、OGCニース戦でプロデビューを果たした。
2018年7月2日、ACFフィオレンティーナと5年契約を締結したことが発表された。
2019年6月29日、FCナントへ2シーズンのレンタル契約（買い取りオプション付き）が発表された。2021年4月29日、買取オプションが行使され、完全移籍することが発表された。

## 代表歴
フランス代表としてU-20代表でプレーした。